# Jalen Cone
Jalen Cone (Greensboro (Carolina del Norte); 14 de diciembre de 2000) es un jugador de baloncesto estadounidense que actualmente forma parte de la plantilla del Hestia Menorca de la Primera FEB. Mide 1,88 metros y su posición es escolta.

## Trayectoria
Nacido en Greensboro (Carolina del Norte), es un escolta formado en la Walkertown High School, donde promedió 25,7 puntos y 6,6 asistencias por partido en la temporada 2018-19, antes de incorporarse en 2019 al Instituto Politécnico y Universidad Estatal de Virginia, donde jugó dos temporadas (2019-2021) con los Virginia Tech Hokies.
En 2021, ingresa en la Universidad de Arizona Septentrional, situada en Flagstaff, Arizona, para jugar la NCAA durante dos temporadas con los Northern Arizona Lumberjacks hasta 2023.
En la temporada 2023-24, disputa su última temporada universitaria en la Universidad de California en Berkeley, California, en las filas de los California Golden Bears donde promedió 13,4 puntos, 2,1 rebotes y 2,3 asistencias por partido. 
El 18 de noviembre de 2024, firma por el Hestia Menorca de la Primera FEB.